# Willy Andreas
Willy Andreas, född 30 oktober 1884, död 10 juli 1967, var en tysk historiker.

## Biografi
Andreas blev docent i Marburg 1912, professor i Karlsruhe 1914, i Rostock 1916 och i Berlin 1922. Bland hans arbeten märks Die venezianischen Relazionen und ihr Verhältnis zur Kultur der Renaissance (1908), Baden nach dem Wiener Frieden (1912), Geist und Staat (1922, 3:e upplagan 1940), Die Wandlungen des grossdeutschen Gedankens (1924), Österreich und der Anschluss (1927), Richileu (1941). Han utgav dessutom Helmuth von Moltke den äldres brev i två band (1922), Otto von Bismarcks "Gespräche" i 3 band 1924-26, Heinrich von Treitschkes Briefe an Historiker und Politiker von Oberrhein (1934) och Die grossen Deutschen (5 band, 1935-37, tillsammans med Wilhelm von Scholz). I sitt huvudarbete Deutschland vor der Reformation (1932) gav han mångåriga studier en djup bild av Tyskland under senmedeltiden.